# Поштівська селищна рада
Пошті́вська се́лищна ра́да — адміністративно-територіальна одиниця та орган місцевого самоврядування в Бахчисарайському районі Автономної Республіки Крим. Адміністративний центр — селище міського типу Поштове.

## Загальні відомості
- Населення ради: 8 439 осіб (станом на 2001 рік)

## Населені пункти
Селищній раді підпорядковані населені пункти:
- смт Поштове
- с. Завітне
- с. Зубакіне
- с. Казанки
- с. Малинівка
- с. Нововасилівка
- с. Новопавлівка
- с. Приятне Свідання
- с. Ростуче
- с. Самохвалове
- с. Севастянівка
- с-ще Стальне
- с. Тополі

## Склад ради
Рада складається з 36 депутатів та голови.
- Голова ради: Дердаров Рефат Якубович

### Керівний склад попередніх скликань
| Прізвище, ім'я, по батькові | Основні відомості                                                              | Дата обрання | Дата звільнення |
| --------------------------- | ------------------------------------------------------------------------------ | ------------ | --------------- |
| Казаков Ігор Борисович      | Селищний голова, 1952 року народження, безпартійний                            | 26.03.2006   | 31.10.2010      |
| Дердаров Рефат Якубович     | Селищний голова, 1962 року народження, освіта середня спеціальна, безпартійний | 31.10.2010   |                 |

Примітка: таблиця складена за даними сайту Верховної Ради України

### Депутати
За результатами місцевих виборів 2010 року депутатами ради стали:

#### За суб'єктами висування
| Суб'єкт висування                                       | Кількість обраних депутатів | %    |
| ------------------------------------------------------- | --------------------------- | ---- |
| Самовисування                                           | 31                          | 86,1 |
| Комуністична партія України                             | 2                           | 5,6  |
| Партія регіонів                                         | 2                           | 5,6  |
| Політична партія Всеукраїнське об'єднання «Батьківщина» | 1                           | 2,8  |

#### За округами
| № округу                                                | Прізвище, ім'я, по батькові   | Дата визнання обраним | Освіта             | Партійна приналежність                        | Відомості про обраного депутата                   |
| ------------------------------------------------------- | ----------------------------- | --------------------- | ------------------ | --------------------------------------------- | ------------------------------------------------- |
| Комуністична партія України                             |                               |                       |                    |                                               |                                                   |
| 13                                                      | Чепюк Віталій Петрович        | 05.11.2010            | середня            | член Комуністичної партії України             | Поштовська загальноосвітня школа, слюсарь         |
| 32                                                      | Фурсенко Роман Васильович     | 05.11.2010            | вища               | член Комуністичної партії України             | СЗАО «Крим-Аромат» ООО АПК «Авсень», агроном      |
| Партія регіонів                                         |                               |                       |                    |                                               |                                                   |
| 1                                                       | Яцун Антоніда Василівна       | 05.11.2010            | середня спеціальна | член Партії регіонів                          | пенсіонер                                         |
| 34                                                      | Бушуєв Віталій Юрійович       | 05.11.2010            | вища               | член Партії регіонів                          | тимчасово не працює                               |
| Політична партія Всеукраїнське об'єднання «Батьківщина» |                               |                       |                    |                                               |                                                   |
| 9                                                       | Усманов Ельвір Серверович     | 05.11.2010            | середня спеціальна | член Всеукраїнського об'єднання «Батьківщина» | тимчасово не працює                               |
| Самовисування                                           |                               |                       |                    |                                               |                                                   |
| 2                                                       | Ісатов Якуб Толятович         | 05.11.2010            | вища               | позапартійний                                 | тимчасово не працює                               |
| 3                                                       | Ісмаілов Рефат Мідатович      | 05.11.2010            | вища               | позапартійний                                 | приватний підприємець                             |
| 4                                                       | Хушаві Арсен Халілович        | 05.11.2010            | середня            | позапартійний                                 | тимчасово не працює                               |
| 5                                                       | Панієва Зарема Аліївна        | 05.11.2010            | середня спеціальна | позапартійна                                  | тимчасово не працює                               |
| 6                                                       | Гришина Ольга Василівна       | 05.11.2010            | середня спеціальна | позапартійна                                  | ЧП «Скалісте» ВК, лаборант                        |
| 7                                                       | Вербний Вадим Володимирович   | 05.11.2010            | вища               | член Політичної партії «Сильна Україна»       | тимчасово не працює                               |
| 8                                                       | Півков Іван Михайлович        | 05.11.2010            | середня            | позапартійний                                 | тимчасово не працює                               |
| 10                                                      | Мамутова Ельвіна Рустемівна   | 05.11.2010            | вища               | позапартійна                                  | приватний підприємець                             |
| 11                                                      | Сухотепла Тетяна Іванівна     | 05.11.2010            | вища               | позапартійна                                  | КФ ВАТ"Укртелеком" м. Бахчисарай, інженер         |
| 12                                                      | Ястребова Анжела Миколаївна   | 05.11.2010            | вища               | позапартійна                                  | приватний підприємець                             |
| 14                                                      | Заблоцька Ольга Миколаївна    | 05.11.2010            | вища               | позапартійна                                  | ТОВ «Алеф-Віналь Крим», секретар-референт         |
| 15                                                      | Задорожная Любов Герасімівна  | 05.11.2010            | середня спеціальна | позапартійна                                  | ОСМД «Альма», голова                              |
| 16                                                      | Гринчук Галина Михайлівна     | 05.11.2010            | середня спеціальна | позапартійна                                  | ТОВ «Алеф-Віналь Крим», лаборант                  |
| 17                                                      | Баранов Василь Іванович       | 05.11.2010            | середня спеціальна | позапартійний                                 | Поштовська залізнична станція, начальник          |
| 18                                                      | Басова Валентина Михайлівна   | 05.11.2010            | вища               | член Партії регіонів                          | пенсіонер                                         |
| 19                                                      | Асанова Фатма Наріманівна     | 05.11.2010            | середня спеціальна | позапартійна                                  | тимчасово не працює                               |
| 20                                                      | Сосненко Владислав Сергійович | 05.11.2010            | вища               | позапартійний                                 | Поштовська дільнична лікарня, сімейний лікар      |
| 21                                                      | Шилко Володимир Олексійович   | 05.11.2010            | вища               | позапартійний                                 | ПП «Аріадна», керівник                            |
| 22                                                      | Дичко Тетяна Олексіївна       | 05.11.2010            | середня спеціальна | позапартійна                                  | Поштовський селищний Будинок культури, керівник   |
| 23                                                      | Аджиумеров Наріман Азізович   | 05.11.2010            | вища               | позапартійний                                 | м. Бахчисарай УГГ, слюсарь газового обладнання    |
| 24                                                      | Семьонов Юрій Миколайович     | 05.11.2010            | середня спеціальна | позапартійний                                 | СЦПТО ім. Теловані м. Севастополь, робітник       |
| 25                                                      | Борисова Валентина Василівна  | 05.11.2010            | вища               | позапартійна                                  | Поштовська селищна рада, секретар                 |
| 26                                                      | Фоменко Людмила Василівна     | 05.11.2010            | середня спеціальна | позапартійна                                  | 7 міська лікарня, м. Сімферополь, рентгенлаборант |
| 27                                                      | Молчанов Іван Євгенович       | 05.11.2010            | вища               | позапартійний                                 | пенсіонер                                         |
| 28                                                      | Москаленко Ольга Василівна    | 05.11.2010            | середня            | позапартійна                                  | Поштовська селищна рада, секретар                 |
| 29                                                      | Аметова Лєнура Руждіївна      | 05.11.2010            | середня спеціальна | позапартійна                                  | тимчасово не працює                               |
| 30                                                      | Ярошенко Уляна Вікторівна     | 05.11.2010            | середня спеціальна | позапартійна                                  | приватний підприємець                             |
| 31                                                      | Супрун Наталія Федорівна      | 05.11.2010            | середня            | член Партії регіонів                          | тимчасово не працює                               |
| 33                                                      | Умерова Зуре Абсеітівна       | 05.11.2010            | середня спеціальна | позапартійна                                  | тимчасово не працює                               |
| 35                                                      | Сухомлінова Жанна Дмитрівна   | 05.11.2010            | середня спеціальна | позапартійна                                  | приватний підприємець                             |
| 36                                                      | Халявіна Світлана Григорівна  | 05.11.2010            | середня спеціальна | позапартійна                                  | Поштовська дільнична лікарня, медсестра           |